# Huperzia treitubensis
Huperzia treitubensis là một loài thực vật có mạch trong Họ Thạch tùng. Loài này được (Silveira) B. Øllg. mô tả khoa học đầu tiên năm 1987.